# Charles E. Dederich
Charles Edwin „Chuck“ Dederich (* 22. März 1913 in Toledo, Ohio; † 28. Februar 1997 in Visalia, Kalifornien) war der US-amerikanische Gründer von Synanon, einer Selbsthilfeorganisation für drogenabhängige Menschen.

## Leben
Dederichs Familie war republikanisch, konservativ und römisch-katholisch.
Sein Vater Edwin Dederich hatte deutsche Vorfahren, war Alkoholiker und starb bei einem Verkehrsunfall, als Dederich vier Jahre alt war. Chucks Mutter Agnes, geborene Kountz, kam aus gutem Hause. Sie hatte Musik studiert und war als klassische Sängerin ausgebildet. Nach dem Tod ihres Mannes war sie auf Unterstützung ihres Bruders angewiesen und darauf, mit Konzerten Geld hinzu zu verdienen. Als Chuck zwölf Jahre alt war, heiratete seine Mutter erneut. Chuck soll seinen Stiefvater nicht gemocht haben.
Dederich ging auf die High School und besuchte anschließend eineinhalb Jahre lang die Notre-Dame-Universität. Bereits dort soll er schon große Mengen Alkohol konsumiert haben. Später arbeitete er für neun Jahre in der Verwaltung der Gulf Refining Company in Toledo.
1936 heiratete Dederich eine geschiedene Frau – ein Affront für seine katholische Umgebung. Aus dieser Ehe stammt sein Sohn Dede. 1942 erkrankte Chuck an Meningitis und geriet in einen sehr kritischen Zustand. Er war einer der ersten Zivilisten, die mit Penicillin behandelt wurden, und vermutete, das habe sein Leben gerettet. Er behielt jedoch Einschränkungen in der rechten Gesichtshälfte zurück; darunter ein taubes Ohr, Lähmungserscheinungen und ein halb geschlossenes Auge. Auch ein Teil seines Gedächtnisses und seiner Gefühle gingen verloren.
1943 verließ Dederich seine Frau und den Sohn und machte sich auf den Weg zur Westküste der Vereinigten Staaten, um dort „im Warmen zu sterben“. Er lernte in Kalifornien Ruth kennen. Sie heirateten 1948 und zwei Jahre später kam seine Tochter Jady zur Welt. Er arbeitete für kurze Zeit bei Douglas Aircraft, verlor seine Anstellung allerdings wegen seiner Alkoholprobleme.
Am 14. Mai 1956 ging Chuck zu den Anonymen Alkoholikern (AA) und hörte mit ihrem Programm auf, zu trinken. Er war 43 Jahre alt, ohne Geld und Arbeit. Bei den AA wurde er sehr aktiv, besuchte möglichst viele ihrer Treffen und kümmerte sich um andere Alkoholiker. Er lebte von gelegentlichen Jobs und der Mithilfe von Freunden. Bei den AA wurde er ein bekannter und auch gefürchteter Redner.
Später sagte er einmal: „Ich sage es mit aller Bescheidenheit, deren ich fähig bin, und die ist nicht sehr groß, aber wenn ich mich hinsetze und zu reden anfange, dann versammeln sich Leute um mich. Es ist unvermeidlich. Egal wo ich das tue, es passiert einfach. Ich kann es nicht aufhalten.“
Im August 1957 nahm Chuck an einem kontrollierten Experiment der Universität von Los Angeles mit LSD teil und durchlebte heftige Gefühle und viele verschüttete Erinnerungen an seine Kindheit. Danach soll er sich deutlich lebendiger gefühlt haben.
Chuck mietete mit einer Gruppe von AA-Mitgliedern ein Apartment. Man traf sich dort, hörte Musik und freute sich des Lebens. Am Fenster standen, auch zur Verwirrung der Passanten, die Mottos TLC für „tender loving care“ und DVO für „deep vaginal orgasm“. Beide und viele andere Themen wurden lebhaft diskutiert. Es gab nur zwei Regeln: keine Substanzen, die das Bewusstsein verändern, und keine körperliche Gewalt oder die Drohung damit.
Hier geschah, was später als „das Wunder am Strand von Santa Monica“ bezeichnet wurde und Chuck berühmt machen sollte: Der erste Drogensüchtige fand sich in diesem Club ein und blieb freiwillig nüchtern. Bis dahin galten Drogensüchtige als hoffnungslos, nicht behandelbar und nur mit Zwang daran zu hindern, Drogen zu nehmen. Chuck erkannte, dass er auf etwas Wichtiges und Neues gestoßen war, auf etwas bis dahin als unmöglich Angesehenes. Er entschied sich dafür, diese Entdeckung mit ganzer Kraft zu verfolgen. Am 18. September 1958 wurde Synanon Incorporated in Santa Monica eingetragen. Von hier an bis zum Ende von Synanon Incorporated im Jahr 1991 blieb Chuck eng mit Synanon verbunden. Er blieb ihr Kopf und ihr Ideengeber.
1959 war die Betty Coleman zu Synanon gekommen, die Dederich 1963 heiratete. Am 19. April 1977 starb Betty in Synanon an Lungenkrebs. Im selben Jahr heiratete er Ginny Schorin, eine Lehrerin bei Synanon.
1978, bei einem Aufenthalt in Europa, begann Chuck, wieder Alkohol zu trinken. Zurück in den USA wurden ihm in depressiven Phasen Psychopharmaka verordnet. Hinzu kamen mehrere Herzinfarkte in den 1980er-Jahren. Nachdem Synanon 1991 in Konkurs gegangen war, lebte er mit seiner vierten Frau Ginny und verbliebenen Freunden in Visalia, Kalifornien.
Dort starb er 83-jährig am 28. Februar 1997 im Kaweah Delta Hospital.